# Ursula Preuhs

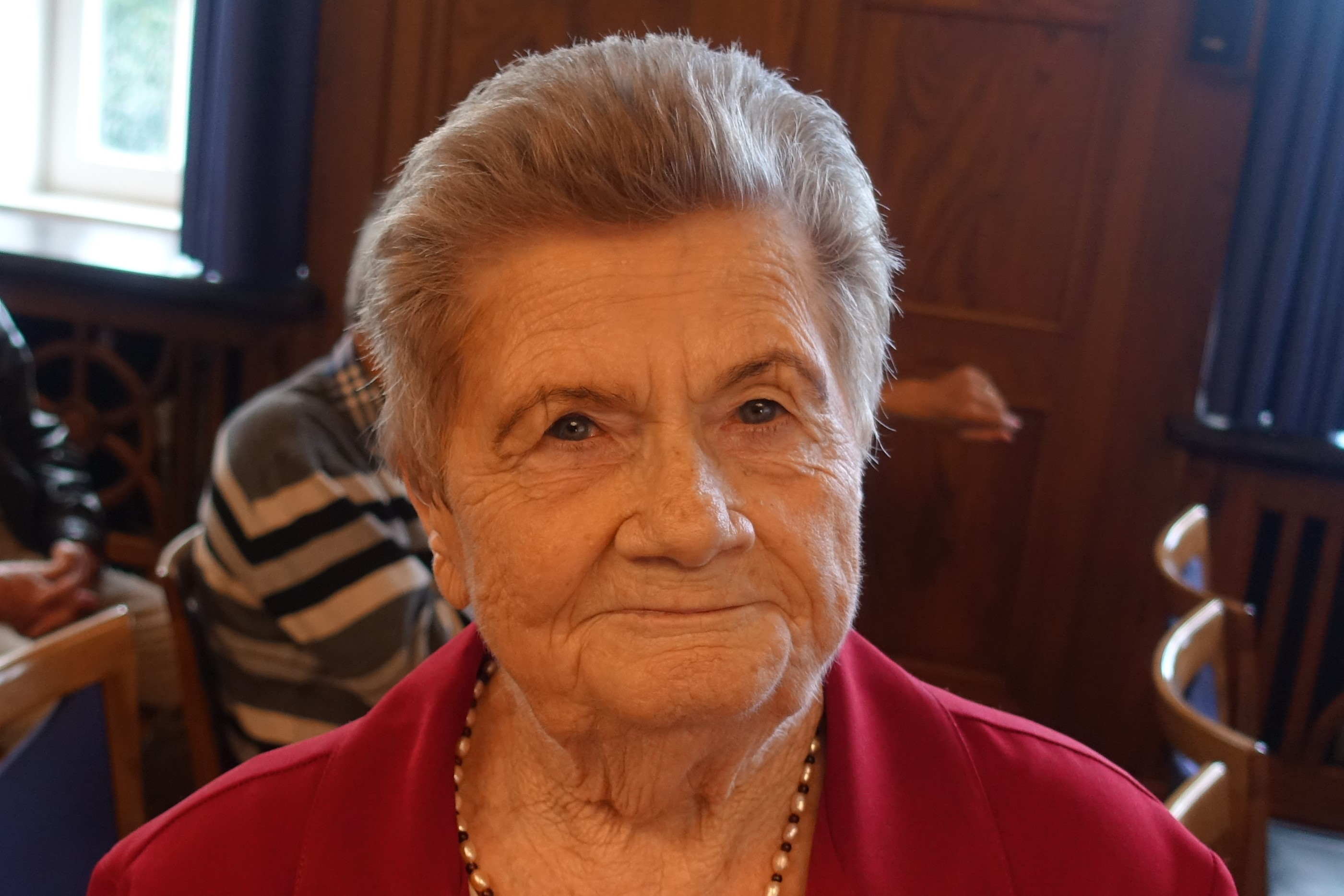
Ursula Preuhs Juni 2018

Ursula Preuhs (* 30. September 1931 in Hamburg; † 4. November 2024 ebenda) war eine Hamburger Politikerin der SPD und Mitglied der Hamburgischen Bürgerschaft.

## Leben und Politik
Ursel Preuhs wuchs in sozialdemokratischem Umfeld  zunächst im Arbeiterviertel Hamburg-Barmbek auf, später unter anderem in Jenfeld. Ihr Vater Paul Preuhs, gelernter Klempner, engagierter Sozialdemokrat, war von 1928 bis 1933  als Gewerkschaftssekretär tätig. Infolge der  Machtergreifung verlor er seinen Posten. Er fand Arbeit als  Klempner bei Blohm und Voss und stieg schließlich  zum Werkmeister und Geschäftsführer der zugehörigen Flugzeugwerft in Wenzendorf auf.
Ursel Preuhs wurde Krankenschwester, Verwaltungsassistentin und Personalratsvorsitzende und aktives Mitglied in der Gewerkschaft Öffentliche Dienste, Transport und Verkehr (ÖTV) heute ver.di.
1953 trat sie in die SPD ein. Ihre politische Heimat war der Distrikt (Ortsverein) Mühlenkamp. Neben verschiedenen Funktionen gehörte sie dem Kreisvorstand Hamburg-Nord an. Von 1966 bis 1986 war sie für ihre Partei Mitglied der Bezirksversammlung Hamburg-Nord. 1973 wurde sie als Nachfolgerin des verstorbenen Willy Rieckhoff zur Vorsitzenden der Bezirksversammlung gewählt. Dieses Amt bekleidete sie als erste Frau Hamburgs.
Sie war in der von 1986 bis 1997 Abgeordnete der Hamburgischen Bürgerschaft. Sie arbeitete für ihre Fraktion unter anderem im Ausschuss für Arbeit und Soziales, Haushaltsausschuss und Gesundheitsausschuss.
Von  2001 bis 2009 war sie Mitglied im Landesseniorenbeirat Hamburg und bis 2017 Vorsitzende des Bezirksseniorenrates Hamburg-Nord. Sie war viele Jahre im Sozialpolitischen Ausschuss des Sozialverband Deutschland in Hamburg aktiv.
Im November 2019 wurde Ursula Preuhs von ver.di für 70 Jahre Mitgliedschaft geehrt.

## Anerkennung
- 2011 Medaille für treue Arbeit im Dienste des Volkes in Silber[1]
- 2011 Willy-Brandt-Medaille die höchste Auszeichnung der SPD für Mitglieder für ihre besonderen Verdienste um die SPD und ihr Wirken auch nach außen